# Landschaft um den Heppenstein
Das Naturschutzgebiet Landschaft um den Heppenstein und das gleichnamige Landschaftsschutzgebiet liegen auf dem Gebiet der Gemeinde Elztal (Odenwald) und der Stadt Mosbach im Neckar-Odenwald-Kreis in Baden-Württemberg.
Das aus drei Teilflächen bestehende NSG erstreckt sich nördlich von Neckarburken und westlich von Dallau – beide Ortsteile der Gemeinde Elztal. Westlich des Gebietes verläuft die Landesstraße L 525 und südlich und östlich die B 27 / B 292. Südlich fließt die Elz, ein rechter Nebenfluss zum Neckar.

## Bedeutung
Das 48,0 ha große Gebiet steht seit dem 16. Dezember 1994 unter der Kenn-Nummer 2.183 unter Naturschutz. Es handelt sich um 
- biologisch wertvolle und seltene Lebensräume von hoher ökologischer Bedeutung im Übergangsbereich vom Odenwald zum Bauland,
- eine infolge historischer Weide-, Streu- und Wegenutzung entstandene Vegetationsdecke und
- ein Mosaik aus lückigen Kiefernbeständen und seltenen, für den Naturraum einzigartigen Pflanzengesellschaften der Pfeifengras-Halbtrockenrasen, wärmeliebende Strauchgesellschaften, extensiv genutzte Obstwiesen und Halbtrockenrasen.[4][5]